# Gustav Bournye
Gustav Heinrich Bournye (* 7. Oktober 1823 in Düsseldorf; † 3. November 1858 ebenda) war ein deutscher Verwaltungsbeamter.

## Leben

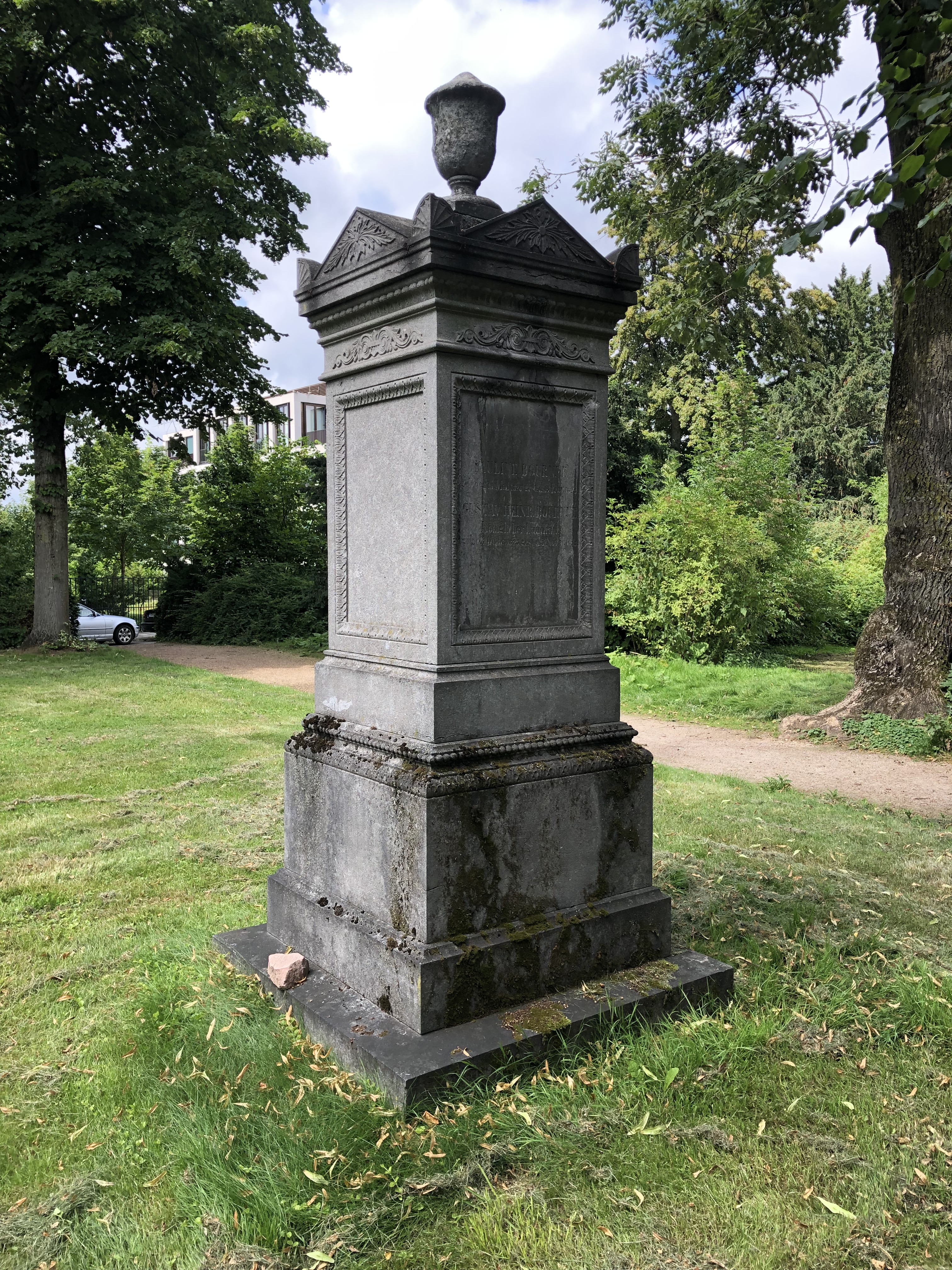
Grabmal der Familie Bournye, Golzheimer Friedhof, Düsseldorf

Gustav Bournye war Sohn des Düsseldorfer Sanitätsrats Carl Leopold Bournye (1787–1865), Leiter der Departemental-Irrenanstalt zu Düsseldorf, und dessen Ehefrau Rudolphine Henriette Ernestine Sophie Amalie von Byern (1792–1837) sowie Bruder des späteren Malers und Lithografen Alfred Bournye. Nach dem Besuch des Gymnasiums in Düsseldorf studierte Gustav Bournye an den Universitäten Bonn und Jena Kameralia. 1842 wurde er Mitglied des Corps Palatia Bonn. Im gleichen Jahr schloss er sich dem Corps Thuringia Jena an. Nach dem Studium wurde er 1844 Auskultator und 1847 nach bestandenem Referendarexamen Regierungsreferendar in Düsseldorf.
Nach bestandenem Assessorexamen wurde Bournye 1851 Regierungsassessor bei der Regierung Trier. 1851 wurde er Landrat des Landkreises Prüm. Das Amt hatte er bis zu seinem Tod 1858 inne. Er starb an Tuberkulose und wurde auf dem Golzheimer Friedhof in Düsseldorf bestattet.